# Campeonato da Europa de Atletismo de 2022 - Salto em altura masculino
A prova do salto em altura masculino do Campeonato da Europa de Atletismo de 2022 foi disputada entre os dias 16 a 18 de agosto de 2022, no Estádio Olímpico de Munique, em Munique na Alemanha.

## Recordes
Antes desta competição, os recordes mundiais e do campeonato nesta prova eram os seguintes:
|                       | Nome                            | Nacionalidade  | Altura  | Local                 | Data                                   |
| --------------------- | ------------------------------- | -------------- | ------- | --------------------- | -------------------------------------- |
| Recorde mundial       | Javier Sotomayor                | Cuba           | 2m 45cm | Salamanca             | 27 de julho de 1993                    |
| Recorde europeu       | Patrik SjöbergBohdan Bondarenko | Suécia Ucrânia | 2m 42cm | Estocolmo Nova Iorque | 30 de junho de 198714 de junho de 2014 |
| Recorde do campeonato | Andrey Silnov                   | Rússia         | 2m 36cm | Gotemburgo            | 9 de agosto de 2006                    |

## Medalhistas
| Ouro                    | Prata              | Bronze                 |
| Gianmarco Tamberi (ITA) | Tobias Potye (GBR) | Andriy Protsenko (UKR) |

## Cronograma
Todos os horários são locais (UTC+2).
| Data         | Hora  | Evento       |
| ------------ | ----- | ------------ |
| 16 de agosto | 18:35 | Qualificação |
| 18 de agosto | 20:50 | Final        |

## Resultados

### Qualificação
Qualificação: Desempenho de 2.28 m (Q) ou os 12 melhores qualificados (q). 
| Posição | Grupo | Atleta              | Nacionalidade | 2.12 | 2.17 | 2.21 | Resultados | Notas |
| ------- | ----- | ------------------- | ------------- | ---- | ---- | ---- | ---------- | ----- |
| 1       | B     | Thomas Carmoy       | Bélgica       | o    | o    | o    | 2.21       | q     |
| 1       | B     | Marco Fassinotti    | Itália        | o    | o    | o    | 2.21       | q     |
| 1       | B     | Tihomir Ivanov      | Bulgária      | o    | o    | o    | 2.21       | q, =  |
| 1       | A     | Tobias Potye        | Alemanha      | o    | o    | o    | 2.21       | q     |
| 5       | A     | Douwe Amels         | Países Baixos | o    | xo   | o    | 2.21       | q     |
| 5       | B     | Jonas Wagner        | Alemanha      | o    | xo   | o    | 2.21       | q     |
| 7       | A     | Mateusz Przybylko   | Alemanha      | o    | xxo  | o    | 2.21       | q     |
| 8       | A     | Andriy Protsenko    | Ucrânia       | o    | o    | xo   | 2.21       | q     |
| 8       | B     | Gianmarco Tamberi   | Itália        | –    | o    | xo   | 2.21       | q     |
| 10      | A     | Oleh Doroshchuk     | Ucrânia       | o    | o    | xxo  | 2.21       | q     |
| 10      | A     | Sébastien Micheau   | França        | o    | o    | xxo  | 2.21       | q     |
| 10      | B     | Jan Štefela         | Chéquia       | o    | o    | xxo  | 2.21       | q     |
| 13      | B     | Joel Clarke-Khan    | Reino Unido   | o    | xo   | xxo  | 2.21       | q     |
| 14      | A     | Juozas Baikštys     | Lituânia      | o    | o    | xxx  | 2.17       |       |
| 14      | B     | Bohdan Bondarenko   | Ucrânia       | o    | o    | xxx  | 2.17       |       |
| 14      | B     | Yonathan Kapitolnik | Israel        | o    | o    | xxx  | 2.17       |       |
| 14      | B     | Antonios Merlos     | Grécia        | o    | o    | xxx  | 2.17       |       |
| 18      | A     | David Smith         | Reino Unido   | xxo  | xo   | xxx  | 2.17       |       |
| 19      | A     | Péter Bakosi        | Hungria       | o    | xxx  |      | 2.12       |       |
| 19      | A     | Gerson Baldé        | Portugal      | o    | xxx  |      | 2.12       |       |
| 21      | A     | Josef Adámek        | Chéquia       | xo   | xxx  |      | 2.12       |       |
| 21      | A     | Christian Falocchi  | Itália        | xo   | xxx  |      | 2.12       |       |
| 23      | B     | Enes Talha Şenses   | Turquia       | xxo  | xxx  |      | 2.12       |       |
| 24      | B     | Nathan Ismar        | França        | xxx  |      |      | NM         |       |

### Final
A final ocorreu no dia 18 de agosto às 20:50.
| Posição           | Atleta            | Nacionalidade | 2.18 | 2.23 | 2.27 | 2.30 | 2.32 | 2.33 | Resultados | Notas |
| ----------------- | ----------------- | ------------- | ---- | ---- | ---- | ---- | ---- | ---- | ---------- | ----- |
| Medalha de ouro   | Gianmarco Tamberi | Itália        | o    | o    | o    | xo   | x-   | xx   | 2.30       |       |
| Medalha de prata  | Tobias Potye      | Alemanha      | o    | o    | o    | xxx  |      |      | 2.27       |       |
| Medalha de bronze | Andriy Protsenko  | Ucrânia       | o    | xxo  | o    | xx-  | x    |      | 2.27       |       |
| 4                 | Oleh Doroshchuk   | Ucrânia       | o    | o    | xx-  | x    |      |      | 2.23       |       |
| 5                 | Thomas Carmoy     | Bélgica       | o    | xo   | xxx  |      |      |      | 2.23       |       |
| 6                 | Mateusz Przybylko | Alemanha      | o    | xxo  | xxx  |      |      |      | 2.23       |       |
| 7                 | Jan Štefela       | Chéquia       | o    | xxx  |      |      |      |      | 2.18       |       |
| 8                 | Tihomir Ivanov    | Bulgária      | xxo  | xxx  |      |      |      |      | 2.18       |       |
| 9                 | Douwe Amels       | Países Baixos | xxx  |      |      |      |      |      | NM         |       |
| 9                 | Joel Clarke-Khan  | Reino Unido   | xxx  |      |      |      |      |      | NM         |       |
| 9                 | Marco Fassinotti  | Itália        | xxx  |      |      |      |      |      | NM         |       |
| 9                 | Sébastien Micheau | França        | xxx  |      |      |      |      |      | NM         |       |
| 9                 | Jonas Wagner      | Alemanha      | xxx  |      |      |      |      |      | NM         |       |

Legenda
| Recorde mundial       | Recorde mundial (World record)               |                       | Recorde africano                      | Recorde africano (African) |                                           | Q | Classificado por posição (Qualified) |
| Recorde do campeonato | Recorde do campeonato (Championship record)  | Recorde da América    | Recorde da América (Americas)         | q                          | Classificado por melhor tempo (Qualified) |   |                                      |
| Melhor marca do ano   | Melhor marca do ano (World leading)          | Recorde asiático      | Recorde asiático (Asian)              | DNS                        | Não largou (Did not start)                |   |                                      |
| Recorde nacional      | Recorde nacional (National record)           | Recorde europeu       | Recorde europeu (European)            | DNF                        | Não terminou (Did not finish)             |   |                                      |
| Recorde pessoal       | Recorde pessoal do atleta (Personal best)    | Recorde da Oceania    | Recorde da Oceania (Oceania)          | DSQ / DQ                   | Desclassificado (Disqualified)            |   |                                      |
| Recorde da temporada  | Recorde da temporada do atleta (Season best) | Recorde sul-americano | Recorde sul-americano (South America) | NM                         | Sem marca (No mark)                       |   |                                      |